# جامع مرنديز
جامع مرنديز مرتبط بالدولة الإلخانية ويقع في مرنديز.